# Allgemeine Musik-Gesellschaft Zürich
Pour les articles homonymes, voir AMG.
L'Allgemeine Musik-Gesellschaft Zürich (AMG) est une institution basée à Zurich (Suisse) qui se consacre à la musique. Elle organise des concerts et possède également de très riches archives de musique, qui sont maintenant conservées au département de musique de la Bibliothèque centrale de Zurich. Environ 700 partitions manuscrites, lettres et autres documents manuscrits sont aujourd'hui numérisés et accessibles en ligne sur la plateforme e-manuscripta.ch. 
Depuis le début du XVIIe siècle, il y avait un certain nombre d'associations à Zurich, qui se consacraient à la diffusion de la musique et organisaient des concerts. De la fusion de toutes ces associations en 1812 est née l'AMG. Cette dernière a recueilli les bibliothèques et fonds d'archives des associations dissoutes. Elle s'est tournée vers la tâche d'organiser des concerts publics. Les musiciens amateurs et professionnels réunis ont alors participé à ces manifestations. L'orchestre a été dirigé de 1821 à 1846 par Casimir von Blumenthal et de 1846 à 1852 par Franz Abt. Pendant un temps, l'orchestre de l'AMG a également été l'orchestre du théâtre pour des spectacles d'opéra de Zurich. En 1868 a été créée la Tonhalle-Gesellschaft (Société de la Tonhalle) qui a remplacé l’Allgemeine Musik-Gesellschaft en tant que détentrice de l’orchestre. 
L'AMG a également édité une série de publications consacrées à des sujets musicaux, série qui aujourd'hui encore apparait régulièrement début janvier. 
Parmi les membres les plus connus de la société, on trouve entre autres Hans Georg Nägeli. Richard Wagner était pendant ses années passées en Suisse, en lien étroit avec l'AMG. En 1853, il dirigea dans le cadre de l’AMG, le premier « Festival Wagner » à l’Aktientheater.